# Ulica Ceglana w Katowicach
Ulica Ceglana w Katowicach – ulica w Katowicach, położona w środkowej części miasta, przebiegająca w całości przez obszar dzielnicy Brynów część wschodnia-Osiedle Zgrzebnioka.
Nazwa ulicy wytyczonej na pograniczu Karbowej, Brynowa i Muchowca nawiązuje do cegielni, jakie w tym miejscu funkcjonowały, w tym zakładu należącego do rodziny Grünfeldów, który funkcjonował w latach 1895–1934. Przy ulicy działa jedna z dwóch placówek Uniwersyteckiego Centrum Klinicznego im. prof. K. Gibińskiego Śląskiego Uniwersytetu Medycznego w Katowicach, a także powstała tutaj zabudowa mieszkaniowa z częściami usługowymi.

## Przebieg
Ulica Ceglana znajduje się w środkowej części Katowic i przebiega przez teren dzielnicy Brynów część wschodnia-Osiedle Zgrzebnioka na całej swojej długości.
Numeracja budynków położonych przy ulicy Ceglanej rośnie od strony wschodniej. Krzyżuje się tam ona z ulicą Francuską, na granicy Brynowa części wschodniej-Osiedla Zgrzebnioka z dzielnicą Osiedle Paderewskiego-Muchowiec. Ulica biegnie w kierunku zbliżonym do zachodniego i za budynkiem nr 8 skręca na południowy zachód, mijając po drodze obszar zabudowany i jednocześnie wchodząc na tereny ogródków działkowych. Dalej droga krzyżuje się z ulicą Meteorologów i prostopadle zmienia swój kierunek na zbliżony do północnego wschodu. Ulica do końca swojego biegu na skrzyżowaniu z ulicą T. Kościuszki krzyżuje się jeszcze m.in. na rondzie z ulicą W. Stwosza, a po drodze mija zabudowę szpitala, budynki mieszkalne i obiekty sportowo-rekreacyjne. Bezpośrednio przed skrzyżowaniem z ulicą T. Kościuszki przecina także linię tramwajową.

## Charakterystyka

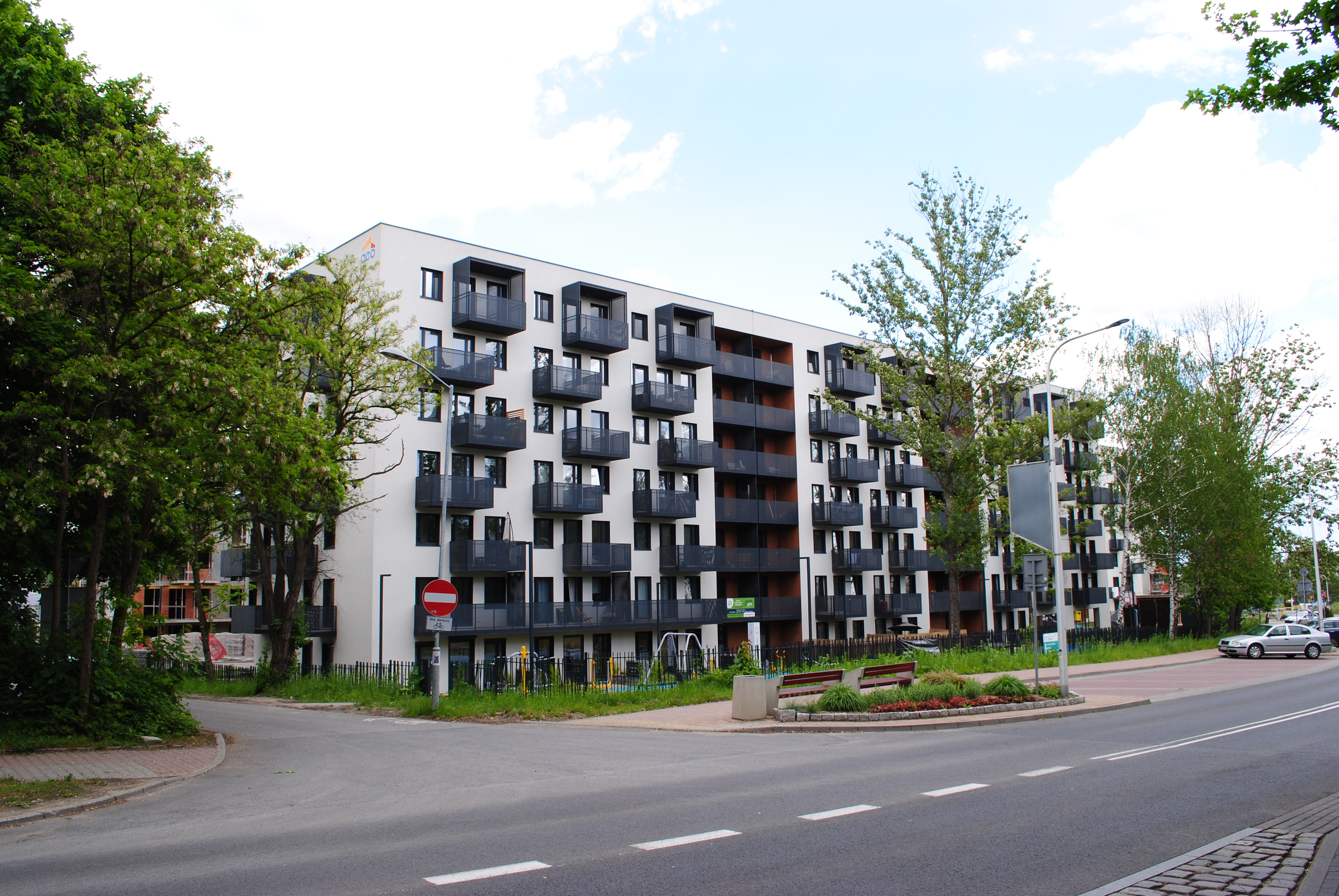
Budynek mieszkalny przy ulicy Ceglanej 65 (os. Zdrowe Stylove)

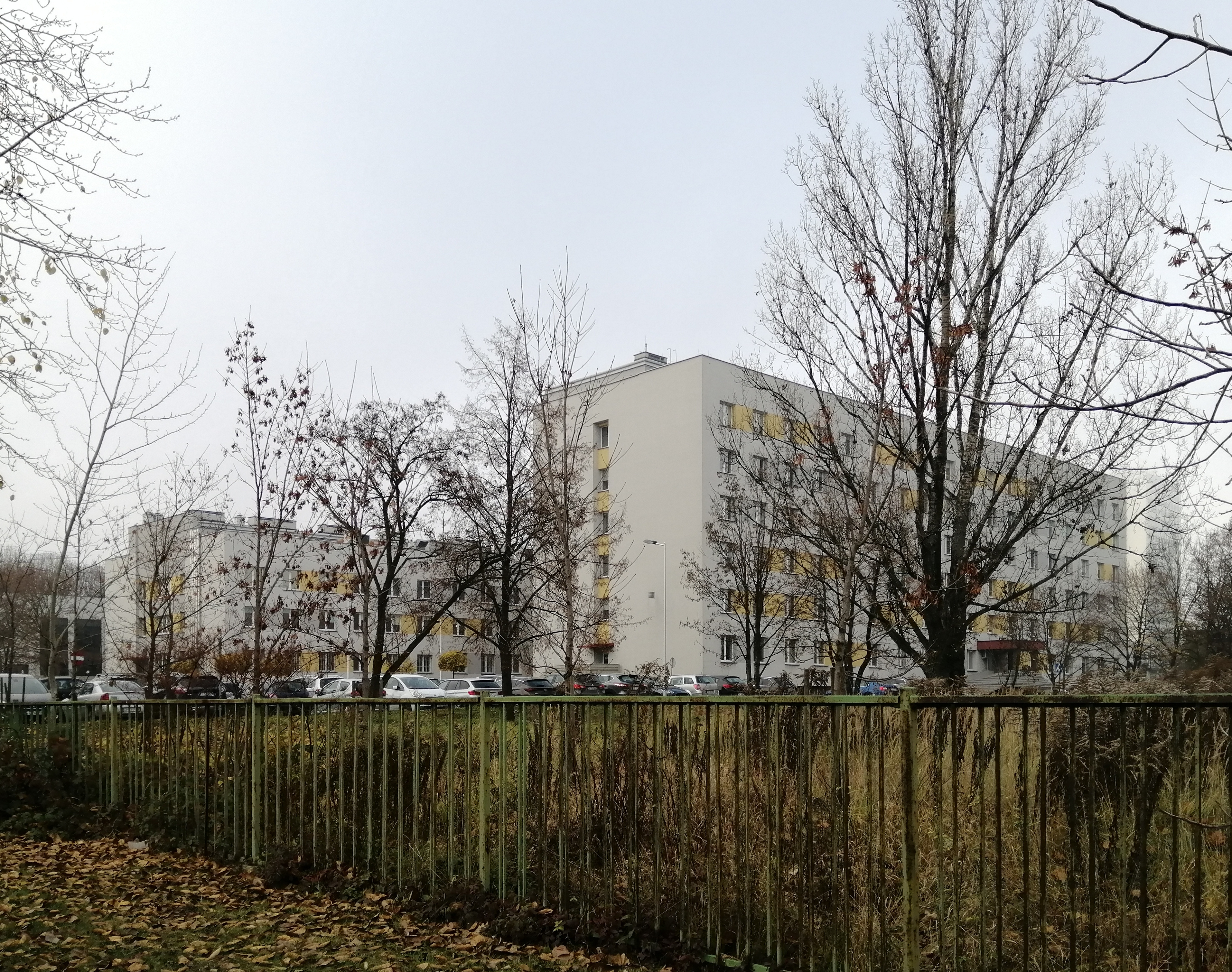
Uniwersyteckie Centrum Kliniczne im. prof. K. Gibińskiego Śląskiego Uniwersytetu Medycznego w Katowicach (ul. Ceglana 35)

Ulica Ceglana to droga powiatowa nr 6416S, o klasie drogi zbiorczej (Z). Łączna długość ulicy wynosi 1228 m. Posiada ona nawierzchnię mineralno-bitumiczną, a średnia szerokość jezdni wynosi 6,1 m na docinku pomiędzy ulicami Francuską i Meteorologów i 6,8 m na odcinku pomiędzy ulicami Meteorologów i T. Kościuszki. Wzdłuż ulicy Ceglanej znajdują się trzy sygnalizacje świetlne: Kościuszki / Ceglana (z 2001 roku; 3-wlotowa + 2 wloty tramwajowe), Ceglana / Meteorologów (z 2005 roku; 3-wlotowa) i Francuska / Ceglana (z 2005 roku; 3-wlotowa).
W systemie TERYT ulica widnieje pod numerem 02587, a kod pocztowy dla adresów wzdłuż niej to 40-514. Jest ona w administracji Miejskiego Zarządu Ulic i Mostów w Katowicach. Ulica Ceglana pomiędzy budynkami 35 i 71 została włączona do Stefy Płatnego Parkowania (Strefa B).
Według badań przeprowadzonych w grudniu 2007 roku, średnie natężenie ruchu w godzinie szczytu popołudniowego ulicy Ceglanej na odcinku między ulicami T. Kościuszki a Meteorologów wynosiło 1 432 pojazdy na godzinę.
Ulicą kursują autobusy miejskiego transportu zbiorowego na zlecenie Zarządu Transportu Metropolitalnego (ZTM). Według stanu z czerwca 2023 roku przy ulicy znajduje się jeden przystanek – Katowice Ceglana Szpital Kliniczny, z którego odjeżdżają autobusy łączące bezpośrednio tę część miasta głównie ze Śródmieściem, Koszutką i Zawodziem, a także z miastami na północ od Katowic, w tym z Siemianowicami Śląskimi i Czeladzią. W sąsiedztwie ulicy Ceglanej, wzdłuż ulicy T. Kościuszki ciągnie się dodatkowo linia tramwajowa – najbliższe przystanki to Katowice Kościuszki Szpital i Katowice Kościuszki Basen.
Przy skrzyżowaniu ulic Ceglanej i T. Kościuszki znajduje się stacja wypożyczalni rowerów miejskich Metrorower nr 27697.
Wzdłuż ulicy na całej swojej długości przebiega niebieski szlak turystyczny – Katowicki Szlak Spacerowy (24 km).
Obszar w rejonie ulic Ceglanej i Meteorologów aż do Katowickiego Parku Leśnego to w dużej mierze tereny zieleni w formie rodzinnych ogródków działkowych. W części środkowej obszaru, na południe od ulicy Krzemiennej znajduje się staw Grünfeld. W zachodniej części ulicy koncentruje się natomiast zabudowa mieszkalno-usługowa, a także obiekty opieki zdrowotnej. Ponadto cały obszar ulicy Ceglanej objęty jest miejscowymi planami zagospodarowania przestrzennego – dla zachodniej części został on ustanowiony 4 lutego 2021 roku, a dla wschodniej 14 września 2016 roku.

## Historia
Ulica Ceglana powstała na pograniczu Brynowa, Karbowej i Muchowca. Na mapie topograficznej opublikowanej w 1883 roku został zaznaczony szlak biegnący we wschodnim odcinku późniejszej ulicy Ceglanej i dalej wzdłuż późniejszej ulicy Meteorologów. Zaznaczona jest także cegielnia w rejonie współczesnego szpitala okulistycznego. Na przełomie XIX i XX wieku w rejonie późniejszych ulic Francuskiej i Ceglanej zbudowano domy dla robotników okolicznych cegielni oraz innych katowickich zakładów przemysłowych.
W 1895 roku Grünfeldowie wybudowali w Karbowej nowoczesną cegielnię, w której wytwarzano także wyroby specjalne, jak cegły glazurowane czy inne ozdobne kształtki ceramiczne. Otwarto tam także warsztat stolarski i warsztat kowalski, a obok znajdowała się odkrywka gliny.
Od początku XX wieku w rejonie Karbowej czynne były dwie cegielnie. Na mapie topograficznej z tego okresu zaznaczona jest droga, która położona była wzdłuż współczesnego przebiegu ulicy Ceglanej. We wschodniej części drogi, przy późniejszym skrzyżowaniu ulic Ceglanej i Francuskiej zaznaczony jest kompleks zabudowy cegielni (niem. Ziegelei), a kilka tego typu zakładów jest także naniesionych za zachód od niej.
W 1907 roku na nieużytkach i pastwiskach miejskich w rejonie ulicy Ceglanej powstały pierwsze ogródki działkowe. W 1924 roku został uchwalony statut Polskiego Stowarzyszenia Ogródków Działkowych im. Juliusza Ligonia, a w późniejszym okresie liczba działek wzrosła do ponad 200.
W 1929 roku oddano do użytku biegnącą wzdłuż wschodniej części ulicy Ceglanej i dalej wzdłuż ulicy Meteorologów linię wąskotorową 785 mm relacji Giesche I (późniejsze Katowice Szopienice Wąskotorowe) – Kopalnia Wujek. Dodatkowo istniała odnoga tejże linii do cegielni, która kończyła się za późniejszym kompleksem szpitalnym. Ruch pociągów do kopalni „Wujek” zawieszono w 1963 roku.

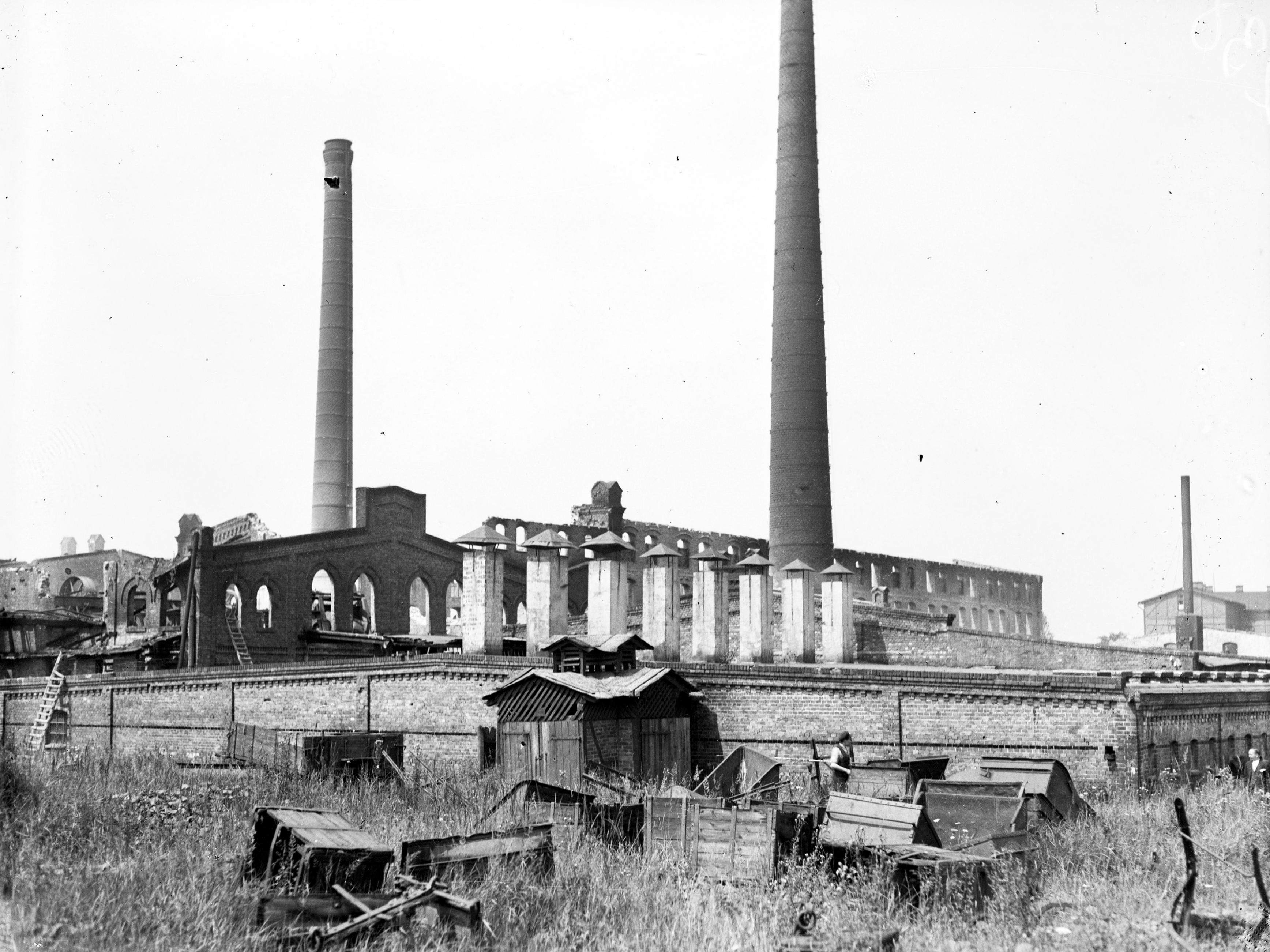
Cegielnia Hugona Grünfelda po pożarze w lipcu 1934 roku

W 1934 roku doszło do pożaru cegielni Grünfeldów, po czym nastąpił powolny okres likwidacji i stopniowej wyprzedaży nieruchomości rodziny. Rok później podjęto decyzję o nieodbudowywaniu zakładu, a teren planowano rozparcelować i przeznaczyć pod zabudowę mieszkaniową. Stolarnia natomiast nie ucierpiała w pożarze i działała dalej. Odkrywkę gliny zalano wodą, tworząc akwen zwany stawem Grünfeld. Ostatnie nieruchomości Hugo Grünfeld sprzedał w sierpniu 1939 roku. Zmarł on 20 września tego samego roku we Lwowie.
W 1938 roku drodze nadano nazwę ulica Ceglana. W czasach niemieckiej okupacji trasa nosiła nazwę Hoher Weg.
Na mapie topograficznej z lat 1958–1961 ulica Ceglana widnieje jedynie we wschodnim fragmencie. Zaznaczone jest także jej przedłużenie w kierunku ulicy Meteorologów. Wzdłuż późniejszego przebiegu ulicy do obszaru późniejszego szpitala okulistycznego zaznaczona została linia kolejowa prowadząca do znajdującej się tam cegielni. Obszar w rejonie ulicy Ceglanej był otoczony przez Ogródki Działkowe im. Juliusza Ligonia.
Przedłużenie ulicy Ceglanej w 1986 roku nazwano ulicą Tadeusza Dobrowolskiego.
W 1989 roku przy ulicy Ceglanej 35 został wybudowany kompleks budynków szpitala okulistycznego, a oficjalne otwarcie szpitala Śląskiej Akademii Medycznej w Katowicach z 180 łóżkami nastąpiło 5 lutego 1990 roku. Uniwersyteckie Centrum Okulistyki i Onkologii oraz Centralny Szpital Kliniczny zostały w 2016 roku połączone w jedną placówkę – Uniwersyteckie Centrum Kliniczne im. prof. K. Gibińskiego Śląskiego Uniwersytetu Medycznego w Katowicach.

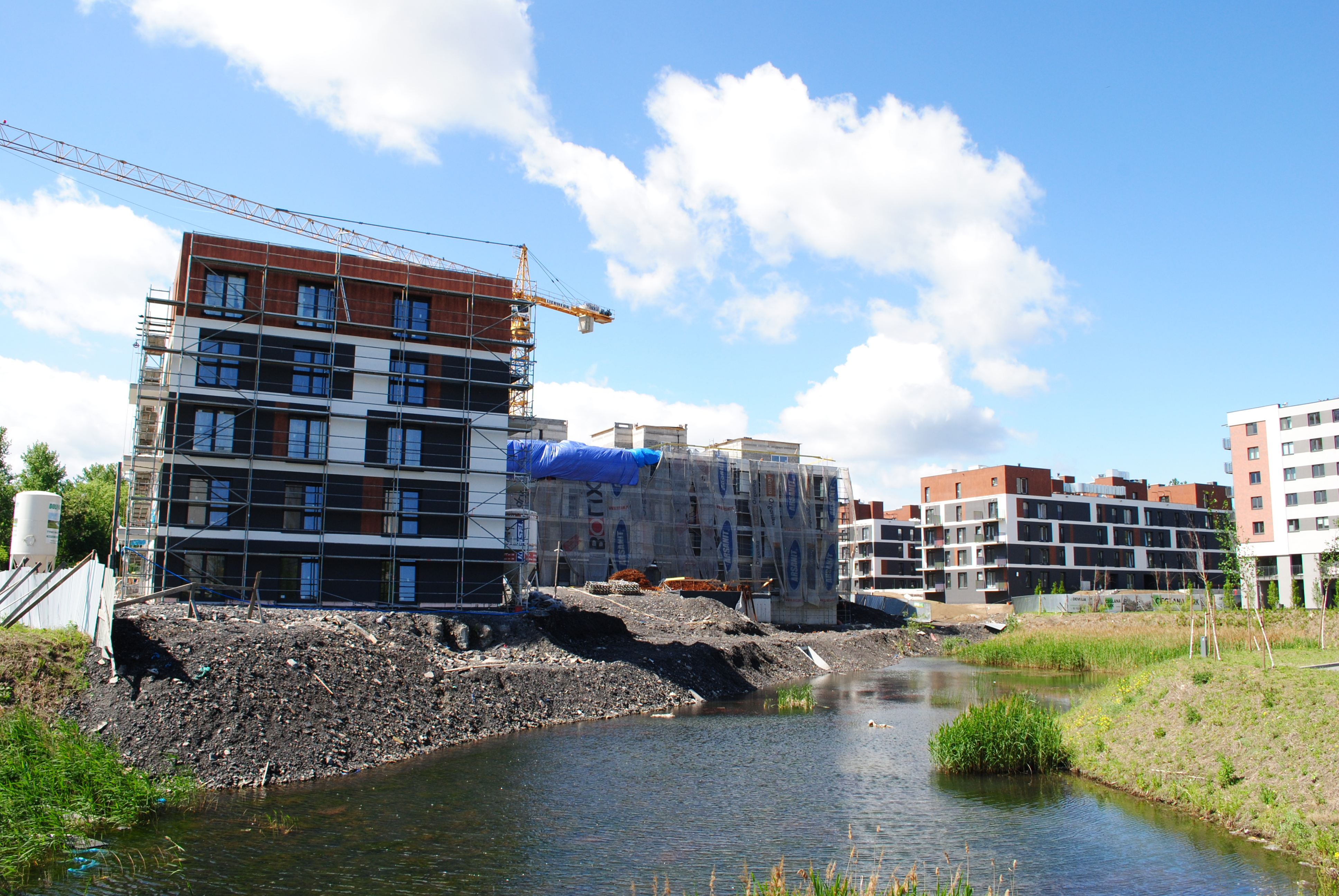
Budowa osiedla mieszkaniowego Ceglana Park w maju 2022 roku

W 1994 roku na terenach położonych w rejonie ulic Ceglanej i Krzemiennej znajdowały się wolnostojące, różnorodne budynki – po północnej stronie luźna zabudowa mieszkaniowa, a po południowej stronie ulicy Ceglanej znajdowały się obiekty mieszkalno-przemysłowe z końca XIX wieku związane z nieistniejącą cegielnią Grünfeldów. Przy ówczesnej ulicy T. Dobrowolskiego w rejonie skrzyżowania z ulicą T. Kościuszki znajdowało się wówczas niewielkie założenie parkowe, a także zespół dawnej zabudowy przemysłowej przystosowanej do celów rekreacyjnych. Obszar pomiędzy nim a Kliniką Okulistyki był wówczas obszarem zdewastowanej zieleni bez zabudowy z dzikimi wysypiskami śmieci, a teren naprzeciwko kliniki był zdewastowanym obszarem wyrobisk dawnej cegielni. Większa część terenu wypełniało zagłębienie wypełnione częściowo wodą, otoczone hałdami z dzikimi wysypiskami śmieci.
W 1997 roku ulicy Tadeusza Dobrowolskiego i ulicy Ceglanej nadano jednolitą nazwę – ulica Ceglana. W 2018 roku wykonano remont ulicy Ceglanej na odcinku od ulicy T. Kościuszki do ulicy Meteorologów i fragmentu ulicy W. Stwosza do zjazdu na aleję Górnośląską (autostrady A4). W ramach tych prac wzrosła liczba miejsc postojowych z około 100 do 218, zmodernizowano sieć kanalizacyjną, nawierzchnię ulic oraz chodniki, a na skrzyżowaniu powstało rondo. Łączny koszt przebudowy ulicy Ceglanej wyniósł 2,97 mln złotych, a ulicy W. Stwosza 1,35 mln złotych.
Ulica Ceglana stała się miejscem koncentracji nowych inwestycji, zwłaszcza mieszkaniowych. W latach 2019–2021 na skrzyżowaniu ulic Ceglanej i W. Stwosza wybudowano osiedle Zdrowe Stylove, składające się z czterech budynków mieszkalnych wielorodzinnych. Po sąsiedzku w I kwartale 2023 roku oddano do użytku Rondo Ceglana – siedmiokondygnacyjny budynek ze 119 mieszkaniami. W kwietniu 2019 roku po drugiej stronie ulicy Ceglanej rozpoczęto realizację osiedla Ceglana Park, zlokalizowanego pomiędzy ulicami Ceglaną a Meteorologów, na którym zaprojektowano łącznie 780 mieszkań.

## Obiekty zabytkowe i historyczne
- Budynek cegielni (ul. Ceglana 8) – z przełomu XIX i XX wieku; budynek wzniesiony w stylu historyzmu ceglanego, murowany z cegły, nietynkowany i 1-2 kondygnacyjny[41][42],
- Dwie dawne hale cegielni kopalni „Wujek”, późniejsze hale sportowe (ul. Ceglana 67a i 67b) – z początku XX wieku, reprezentujące styl modernistyczny; są to obiekty murowane z cegły, tynkowane i ze stropodachami; hale mają łuki odcinkowe okien szczytowych i wykusze[41][43].

## Gospodarka i instytucje
Według stanu z 2 listopada 2023 roku, przy ulicy Ceglanej w systemie REGON zarejestrowanych było 205 czynnych działalności gospodarczych. Swoją siedzibę bądź placówkę miały wówczas m.in.: Uniwersyteckie Centrum Kliniczne im. prof. K. Gibińskiego Śląskiego Uniwersytetu Medycznego w Katowicach (ul. Ceglana 35) i inne przedsiębiorstwa z branży opieki zdrowotnej, Śląskie Towarzystwo Sportowe (ul. Ceglana 67) kancelarie prawne, firmy consultingowe, centra szkoleniowe, firmy informatyczne, warsztaty samochodowe, wspólnoty mieszkaniowe, przedsiębiorstwa wielobranżowe, klub fitness (ul. Ceglana 67c) i inne.
Wierni rzymskokatoliccy mieszkający przy ulicy Ceglanej przynależą do parafii katedralnej Chrystusa Króla.